# Programme scientifique de l'Agence spatiale européenne
Ne doit pas être confondu avec Programme spatial de l'Union européenne.
Le programme scientifique de l'Agence spatiale européenne est mis en œuvre par l'Agence spatiale européenne (ESA). 

## Histoire

### Grands programmes
- Ariane
- Hipparcos
- Artemis
- Mars Express
- Planck
- Rosetta
- Galileo
- Copernicus (observation de la Terre)
- Columbus
- Herschel
- Gaia
- Hermès (abandonné)
- ExoMars
- Mars Sample Return
- Huygens

## États membres
L'ESA regroupe 21 États européens et le Canada qui est membre associé :
- Allemagne
- Autriche
- Belgique
- Danemark
- Espagne
- Estonie
- Finlande
- France
- Grèce
- Irlande
- Islande
- Italie
- Luxembourg
- Norvège
- Pays-Bas
- Pologne
- Portugal
- République tchèque
- Royaume-Uni
- Slovaquie
- Suède
- Suisse